# Шерон (Џорџија)
Шерон (Џорџија) (енгл. Sharon) град је у америчкој савезној држави Џорџија. По попису становништва из 2010. у њему је живело 140 становника.

## Демографија
Према попису становништва из 2010. у граду је живело 140 становника, што је 35 (33,3%) становника више него 2000. године.
| Група             | 2000.      | 2010.      |
| Белци             | 29 (27,6%) | 54 (38,6%) |
| Афроамериканци    | 75 (71,4%) | 75 (53,6%) |
| Азијати           | 1 (1,0%)   | 0 (0,0%)   |
| Хиспаноамериканци | 0 (0,0%)   | 6 (4,3%)   |
| Укупно            | 105        | 140        |